# Назаренко, Леонид Андреевич
Леонид Андреевич Назаренко — украинский учёный в области светотехники и метрологии, лауреат Государственной премии Украины в области науки и техники (2002).
Родился 16.02.1941 в г. Богодухов Харьковской области.
Окончил Харьковский университет по специальности «Радиофизика и электроника» (1964) и аспирантуру при кафедре радиофизики (1966—1969), работал там же ассистентом (до этого, в 1965—1966 гг., ассистент кафедры физики плазмы). В 1971 г. защитил кандидатскую диссертацию:
- Излучение и рассеяние электромагнитных волн сферически-слоистыми плазменными объектами : диссертация … кандидата физико-математических наук : 01.00.00. — Харьков, 1971. — 152 с. : ил.

С 1973 по 2016 г. работал в ГНПО «Метрология», с 2006 г. главный научный сотрудник.
По совместительству, а с 2016 г. по основной работе профессор кафедры светотехники и источников света Харьковского национального университета городского хозяйства имени А. Н. Бекетова (в 2011—2019 гг. зав. кафедрой). Читал курсы: «Статистическая физика и термодинамика», «Физика плазмы», «Физические основы электронной техники», «Физика газового разряда».
Кандидат физико-математических наук (1971), доктор технических наук (1993), профессор (1995).
Автор (соавтор) более 160 научных трудов, в том числе двух монографий, 15 изобретений.
Лауреат Государственной премии Украины в области науки и техники 2002 г. за работу «Национальная эталонная база Украины: создание и внедрение в экономику государства» (в соавторстве).